# Völkerschlachtdenkmal (Oranienbaum)

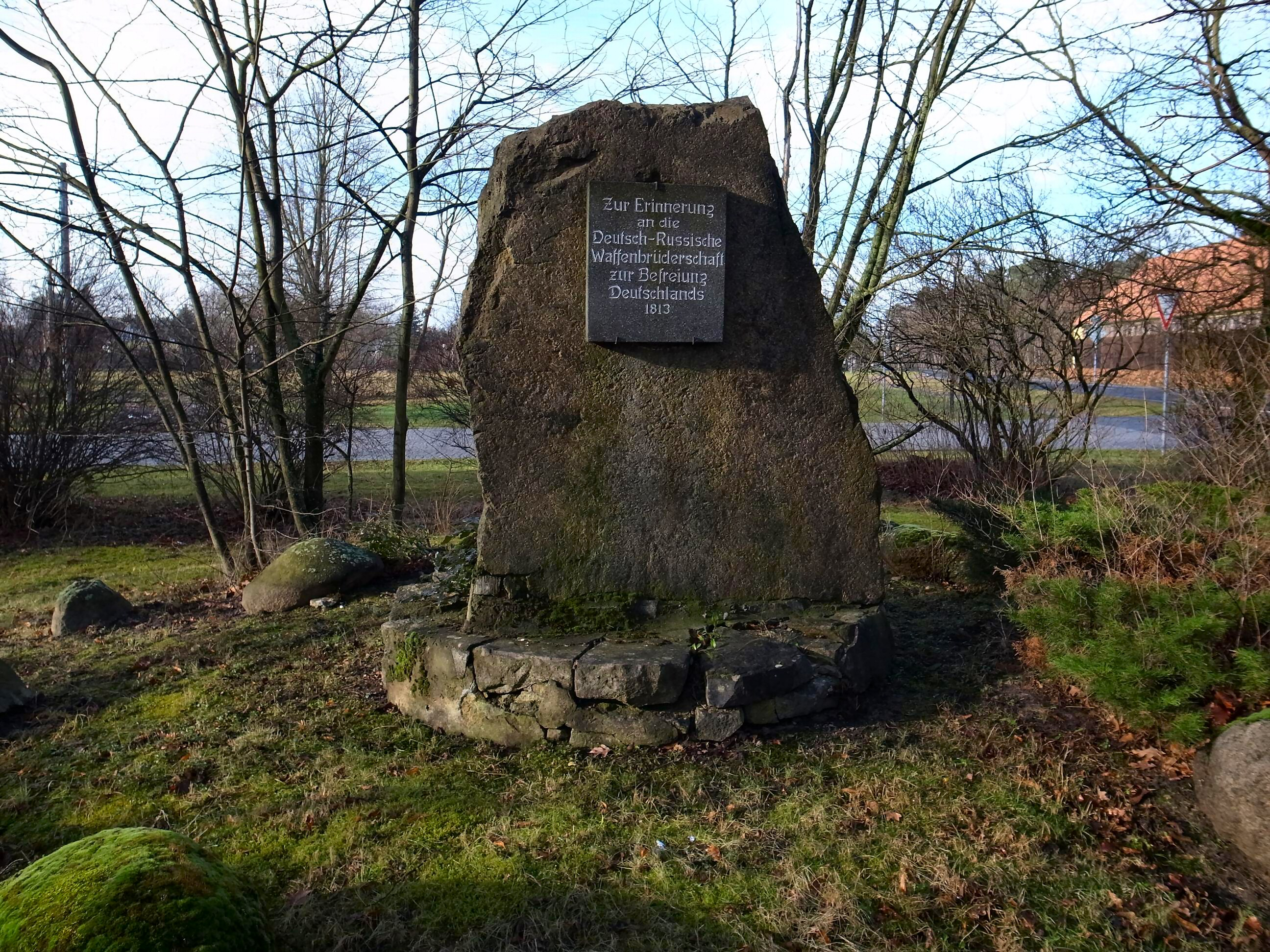
Ansicht von Osten

Das Völkerschlachtdenkmal von Oranienbaum ist ein Gedenkstein in der Stadt Oranienbaum-Wörlitz im Landkreis Wittenberg in Sachsen-Anhalt. Das Kleindenkmal steht unter Denkmalschutz und ist im Denkmalverzeichnis mit der Erfassungsnummer 094 40429 als Baudenkmal eingetragen.

## Lage
Gegenüber der Orangerie in Oranienbaum befindet sich das Denkmal auf einem Platz, den die Dessauer Straße mit der Franzstraße und der Sollnitzer Straße bildet.

## Geschichte
In Anhalt entstanden anlässlich des 100. Jahrestages der Völkerschlacht bei Leipzig im Jahr 1913 eine Reihe von Denkmälern. Zwar stellte das Land bei der Schlacht keine eigenen Einheiten, aber alle beteiligten Hauptparteien (Frankreich, Russland, Preußen) belasteten es stark mit Truppen-Einquartierungen und verschiedensten Forderungen, so dass der preußisch-russische Sieg Anlass zur Freude war, da damit die Belastungen endeten. Bei Oranienbaum war es wenige Wochen vor der Entscheidungsschlacht bereits zu einem ersten größeren Übertritt von Sachsen auf die preußisch-russische Seite gekommen, als am 23. September 1813 das Infanteriebataillon König den zugeteilten Vorposten verließ.

## Gestalt und Inschriften
Von einer kleineren, kreisförmigen Ummauerung umgeben, steht großer, flacher Stein senkrecht. An diesem befindet sich eine Tafel mit der Inschrift Zur Erinnerung / an die / Deutsch-Russische / Waffenbrüderschaft / zur Befreiung / Deutschlands / 1813. Das Denkmal erinnert also nicht an die September-Episode, sondern an die eigentliche Völkerschlacht. Die Formulierung und der Verzicht auf ein Eisernes Kreuz lassen vermuten, dass dieses Denkmal erst später im 20. Jahrhundert entstand. Dennoch entspricht es im Grundaufbau weitgehend den üblichen auf Findlingen geformten Denkmälern im ländlichen Raum Anhalts. Da sie keine Gefallenen nennen, zählen die Völkerschlachtdenkmäler zum Grenzbereich der Kriegerdenkmäler.